# Oxíbeles

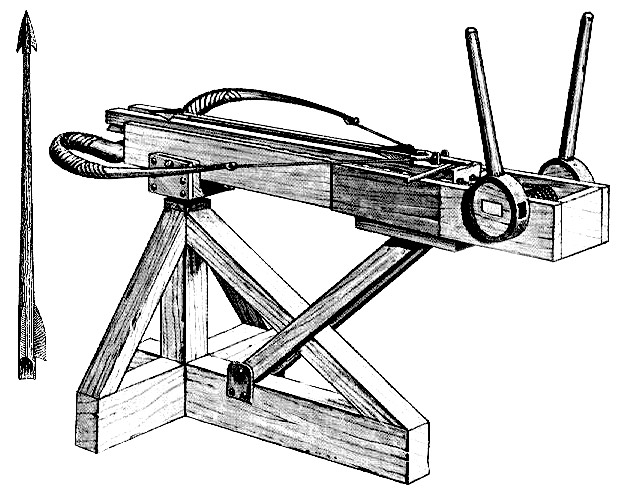
Oxíbeles

El oxíbeles (en griego antiguo ὀξυβελής literalmente tirador de dardos) fue un arma que usaron los antiguos griegos por primera vez en 375 a. C. y se especula que fue utilizada por los ejércitos de Alejandro Magno. Fue la evolución natural del arco compuesto, que al aumentar su tamaño y su peso ya no podía ser manejado por un solo arquero. 
Usaba un procedimiento mecánico que consistía en tensar la cuerda mediante palancas.
 Consistía básicamente en un gastrafetes grande, un arco compuesto colocado sobre un trípode y con un cabestrante que lo ajustaba para el movimiento de retroceso. Los materiales de fabricación eran madera, tendones y cuernos.
Su alcance era mayor que el del gastrafetes, y el hecho de fijarlo a un trípode lo dotó de mayor precisión de tiro que aquel.
No obstante, no pudieron desarrollarse versiones mejoradas debido a la limitación intrínseca de sus materiales. El perfeccionamiento del oxíbeles, la balista, supuso una evolución tecnológica: la torsión de cuerdas como fuente de energía.